# Tojama
Tojama vagy Toyama (富山市) város Japánban, a Tojama prefektúra fővárosa, a Japán-tenger partján, a Csúbu régióban, Közép-Honsúban. A város becsült lakossága 2019. június 1-én 415 844 fő volt, népsűrűsége pedig 335 fő/km2. Teljes területe 1241,77 négyzetkilométer (479,45 km2) volt.
A várost környezetvédelmi modellvárossá nyilvánították az üvegházhatású gázok kibocsátásának csökkentésére tett erőfeszítéseiért.

## Fekvése
Nagoja városától mintegy 200 km-re északra, Tokiótól 300 km-re északnyugatra található.

## Földrajza
Tojama a prefektúrája közepén, a Japán-tenger partján fekvő város. Területe Imizu, Namerikava, Tonami, Nanto Kamiicsi Tatejama, Funahasi, valamint Gifu prefektúra Hida és Takajama településeivel határos.
A legközelebbi városok Imizu (nyugaton) és Namerikava (keleten), mindkettő a tengerparton fekszik és Tojama agglomerációjához tartozik. A legközelebbi nagyobb város Kanazava, Isikava prefektúra fővárosa, amely 65 km-re található.

## Éghajlata
Tojama nedves szubtrópusi éghajlatú (Köppen éghajlati besorolása Cfa), forró, párás nyarakkal és hűvös telekkel. A csapadék egész évben bőséges, különösen júliusban, szeptemberben és novembertől januárig. Annak ellenére, hogy a tél Tojamában viszonylag enyhe, a Japán-tengerhez közeli fekvése miatt Japán nagy havazású övezetében fekszik, és átlagosan 3,8 m hó esik minden évben, majdnem az egész decembertől márciusig, alkalmanként pedig hatalmas mennyiségű hó is hull.

## Történelem

### Korai történelme
A mai Tojama város területe az ősi Eccsú tartomány része volt. A Tojama-síkság jó termőföldje révén és történelmileg már az őskortól kezdve stratégiai és közlekedési szempontból fontos pont volt.

#### Középkor
Szengoku-korszak

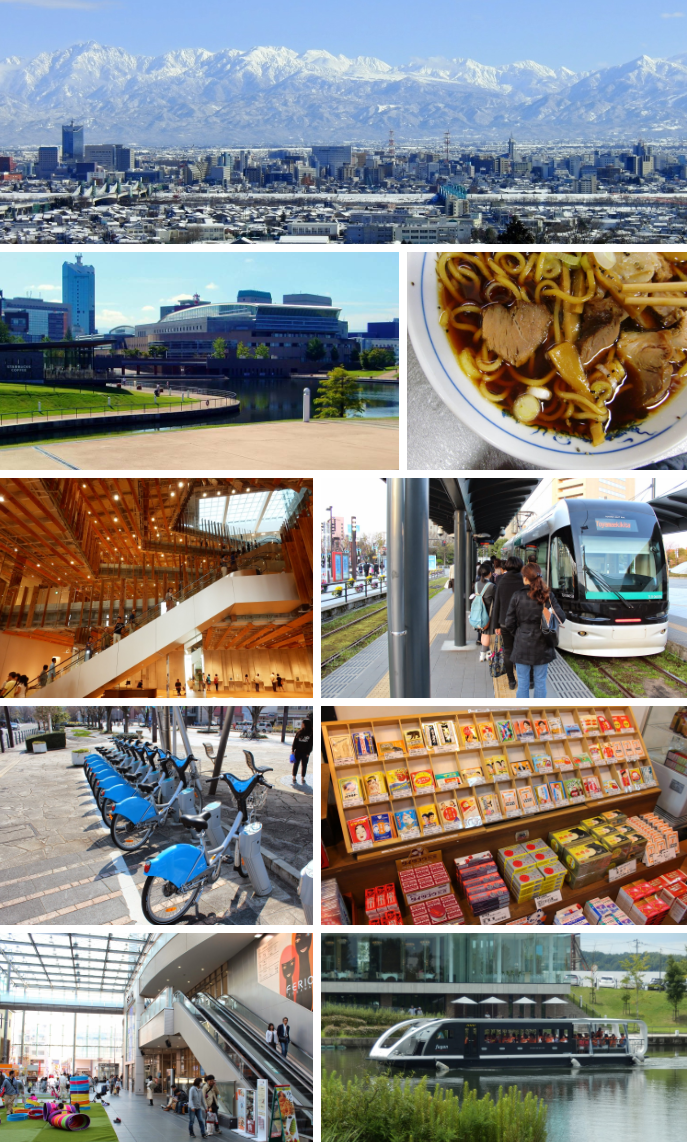
Tojamai részletek

A Szengoku-korszakban gyakran volt csatatér, és Szassza Narimasza hadúr ellenőrzése alá került, aki várost épített Tojama vára köré, és folyókat csatornázott, virágzó mezőgazdaságot hozott létre.

#### Korai újkor
Edo-korszak
A terület ezt követően az Edo-korszakban a Maeda klán alá tartozó Kaga tartomány része lett, amely alatt pozitív iparfejlesztési politikát vezettek be a kínai gyógyszerek és a vasi (japán papír) gyártására. A kitamaebune tengeri szállítási útvonalak javításának köszönhetően ezek az iparágak is virágoztak, ezáltal Tojama országszerte a gyógyászat tartományaként vált ismertté.

### Közelmúlt történelme

#### Késő újkor
Meidzsi-korszak

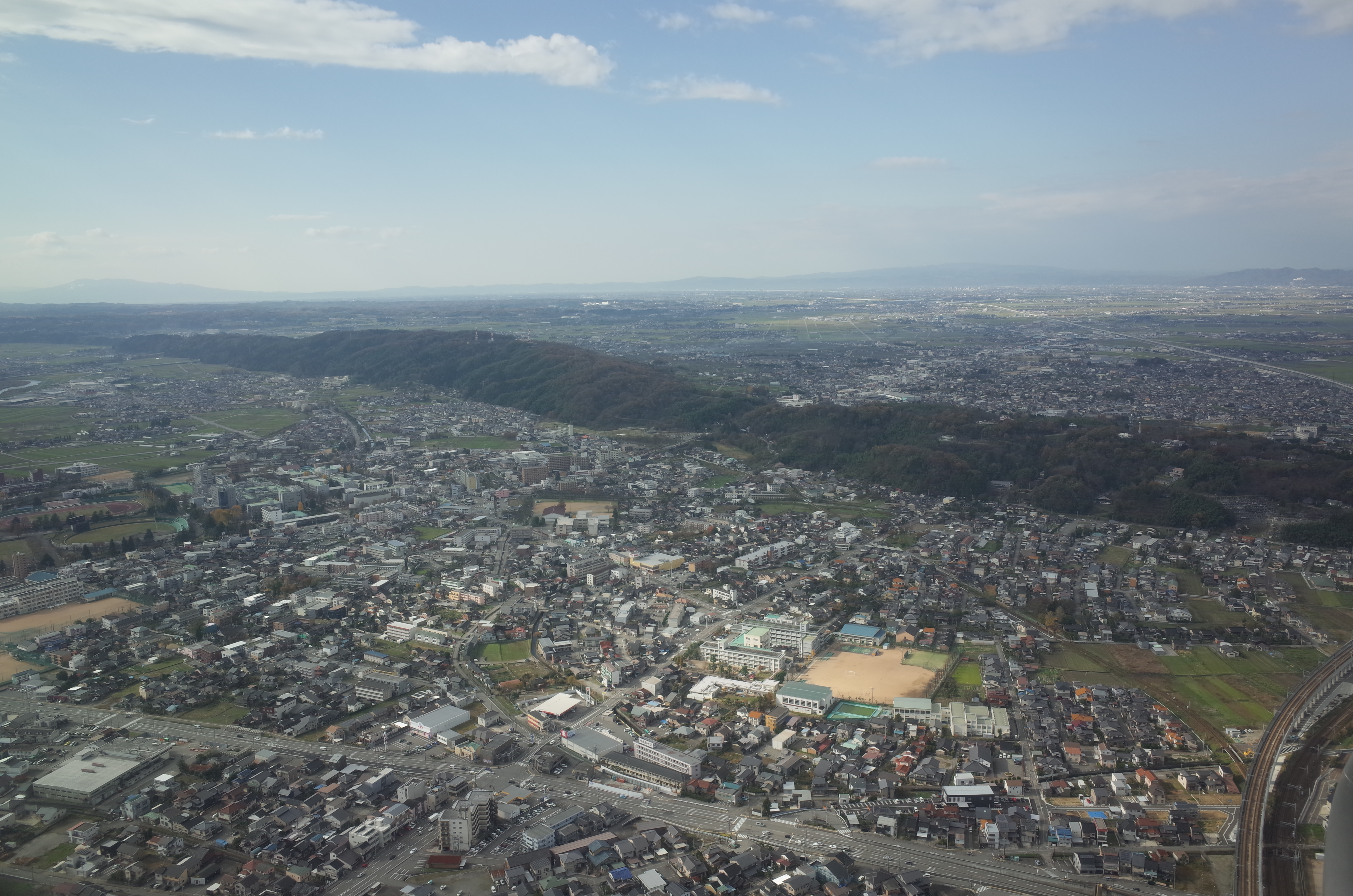
A város légifelvételről

A Meidzsi-restauráció után, az önkormányzati rendszer létrehozásával, 1889. április 1-jén az első 30 japán város egyikeként hozták létre Tojama városát. Gazdaságilag a térségben a bőséges vízenergiára alapozott nehéz- és vegyipara fejlődött. Tojama a Japán-tenger egyik legbefolyásosabb városává vált jó vízellátásával, vízelvezető rendszerével és virágzó mezőgazdasági, erdészeti, halászati, kereskedelmi és feldolgozóiparával.

#### Második világháború
A második világháború alatt a szövetséges hadifoglyokat (POW) kényszermunkára küldték Tojamába. 1945. augusztus 1-2. éjszakáján a város szinte teljesen elpusztult. A bombázás idején a város az alumínium-, golyóscsapágy- és speciális acélgyártás központja volt. Sértetlenül maradtak azonban a háborúval kapcsolatos gyárak a városon kívül. A városnak ebben az időben mintegy 150 000 lakosa volt. A város tartotta a Kakure Kirisitan, vagyis Japánban "Rejtett keresztények" lakhelyét is, akiket Nagaszakiból internálótáborokba kényszerítettek, miután a kormány megpróbálta őket keresztény hitük miatt megbüntetni.

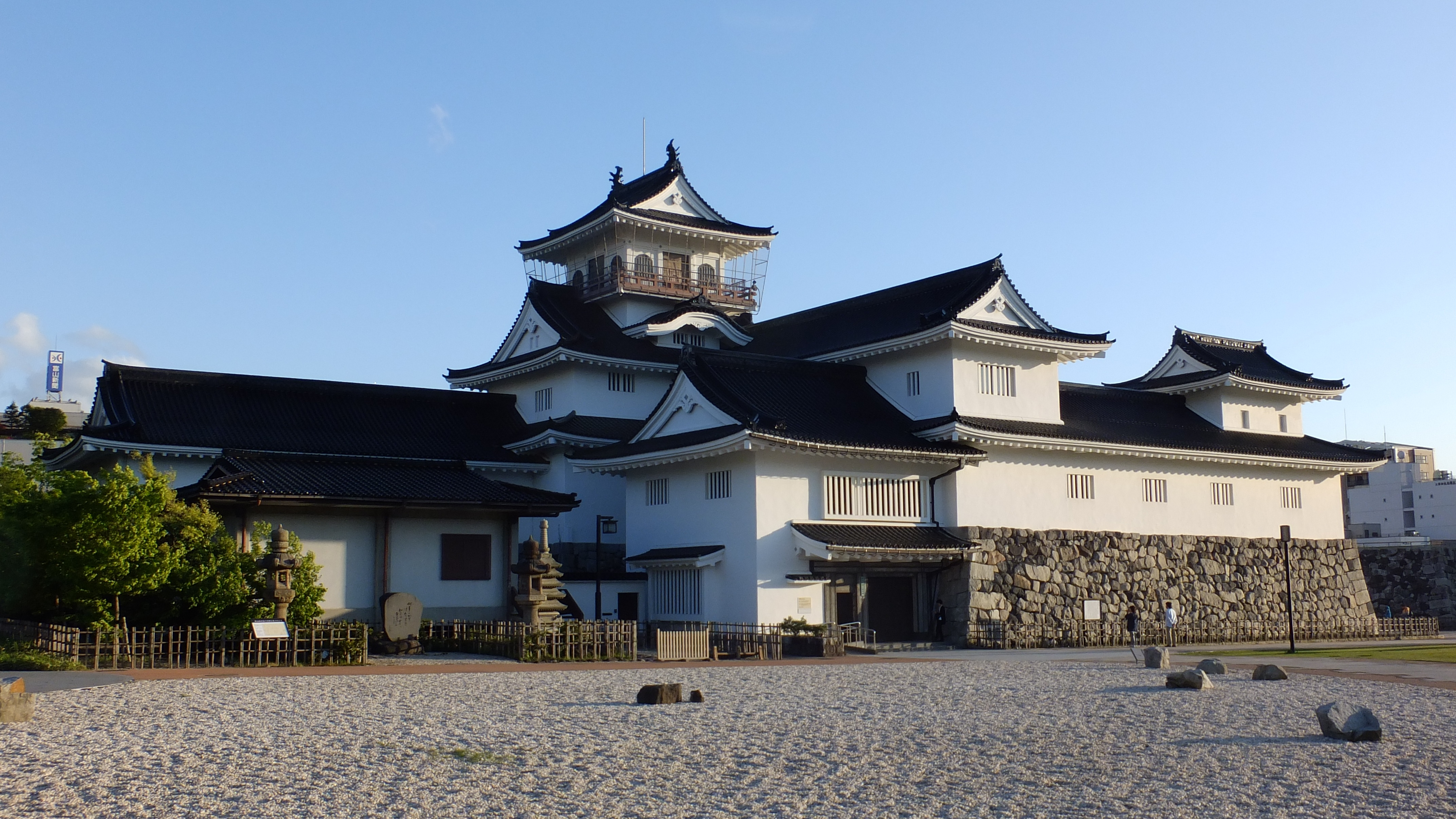
A Néprajzi Múzeum épülete

#### 2005 évi összevonások
2005. április 1-jén beolvadtak Tojamába Ószavano és Ójama kisvárosok (mindkettő Kaminiikava körzetből), Fucsú és Jacuo kisvárosok, valamint Hoszoiri és Jamada falvak (mind a Nei körzetből). A Kaminiikava kerület és a Nei kerület is megszűnt az egyesülés eredményeként.
Tojamában polgármester-tanácsi kormányzati forma van, közvetlenül választott polgármesterrel és 38 tagú egykamarás városi törvényhozással.

## Galéria

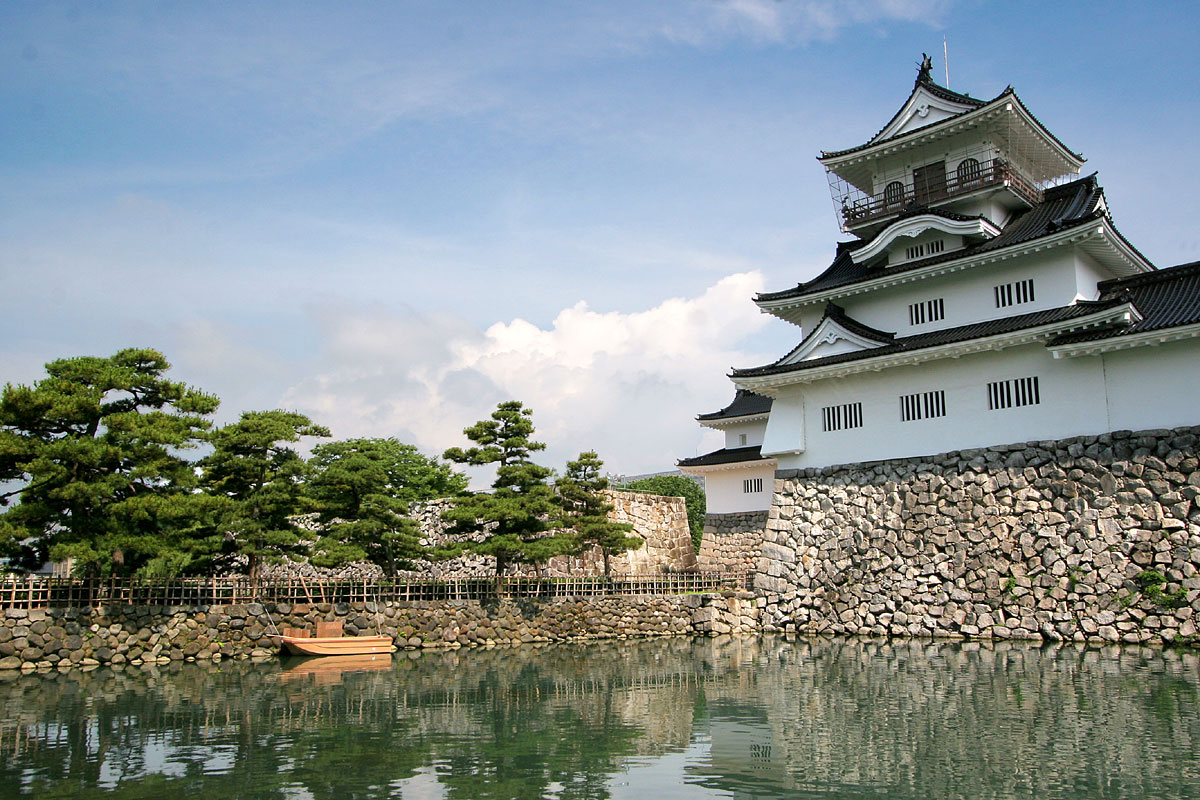
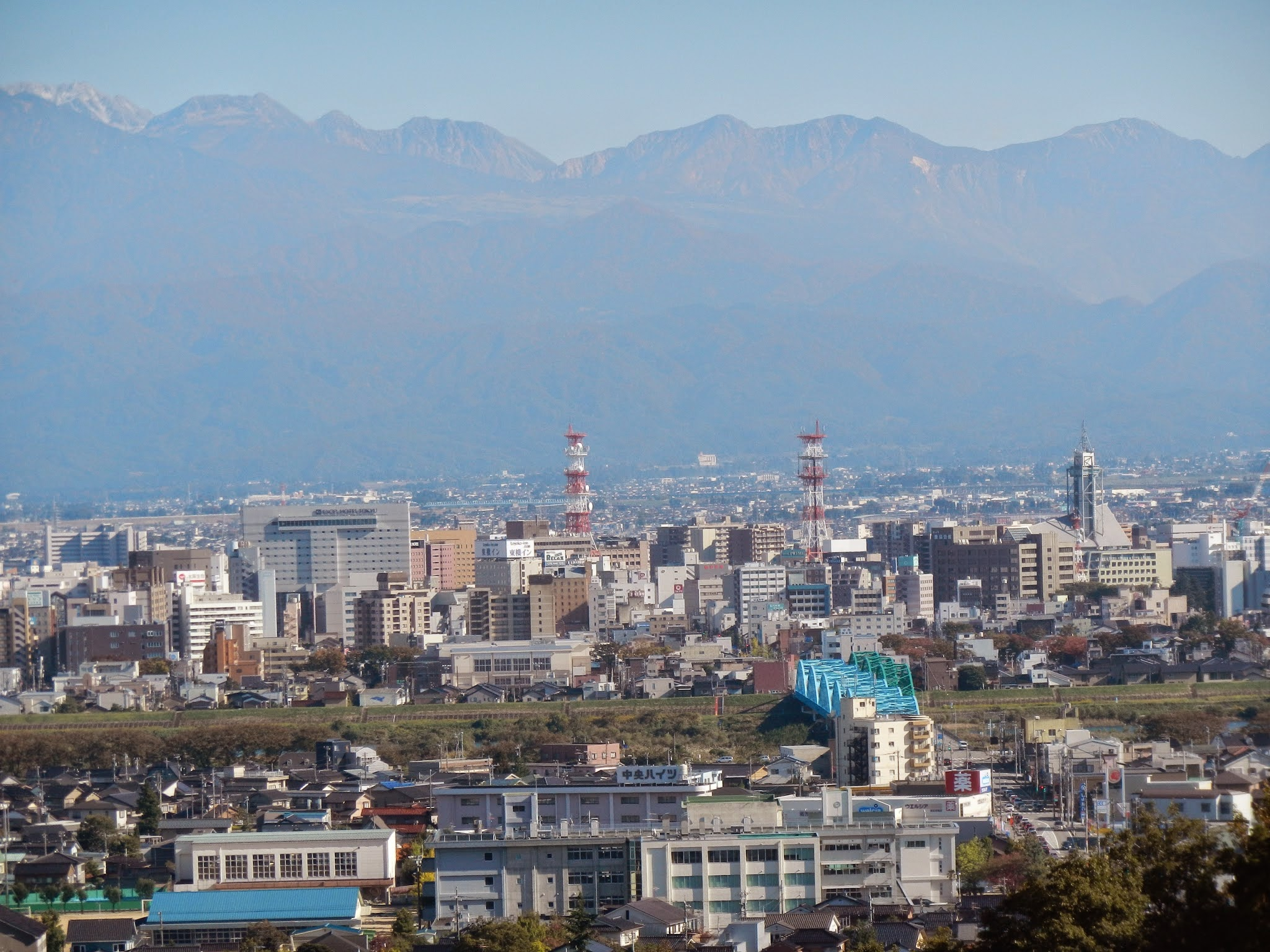
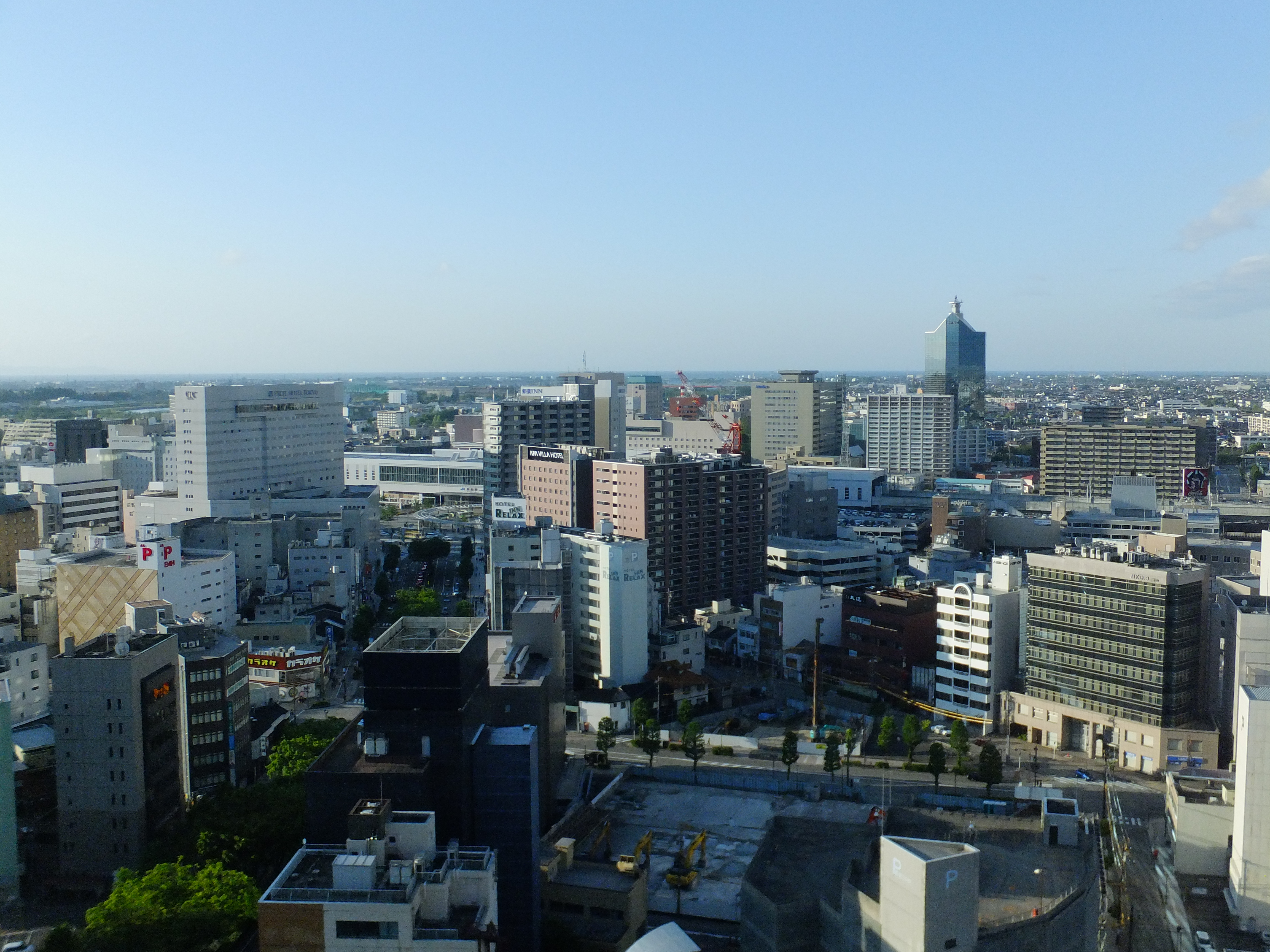
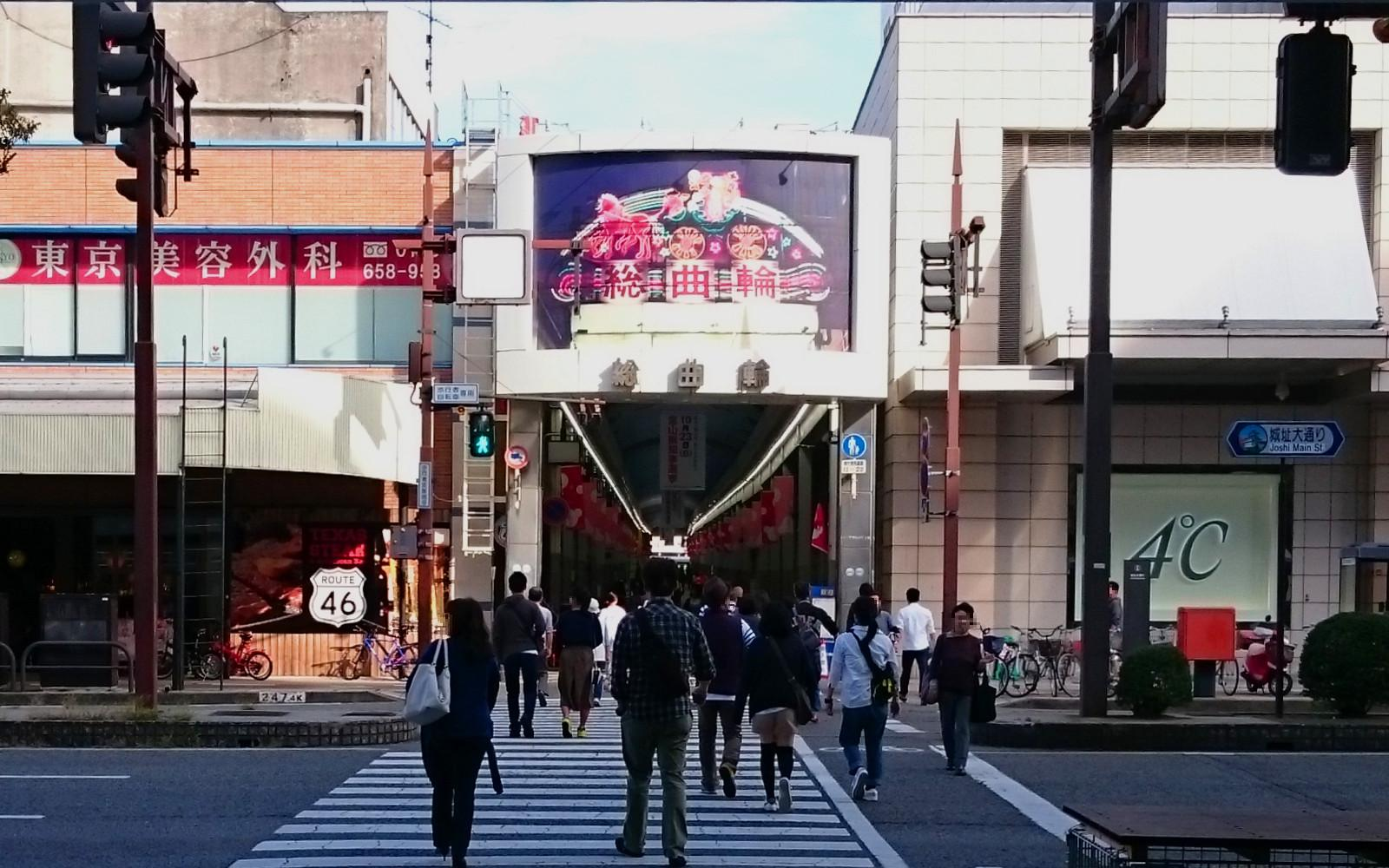
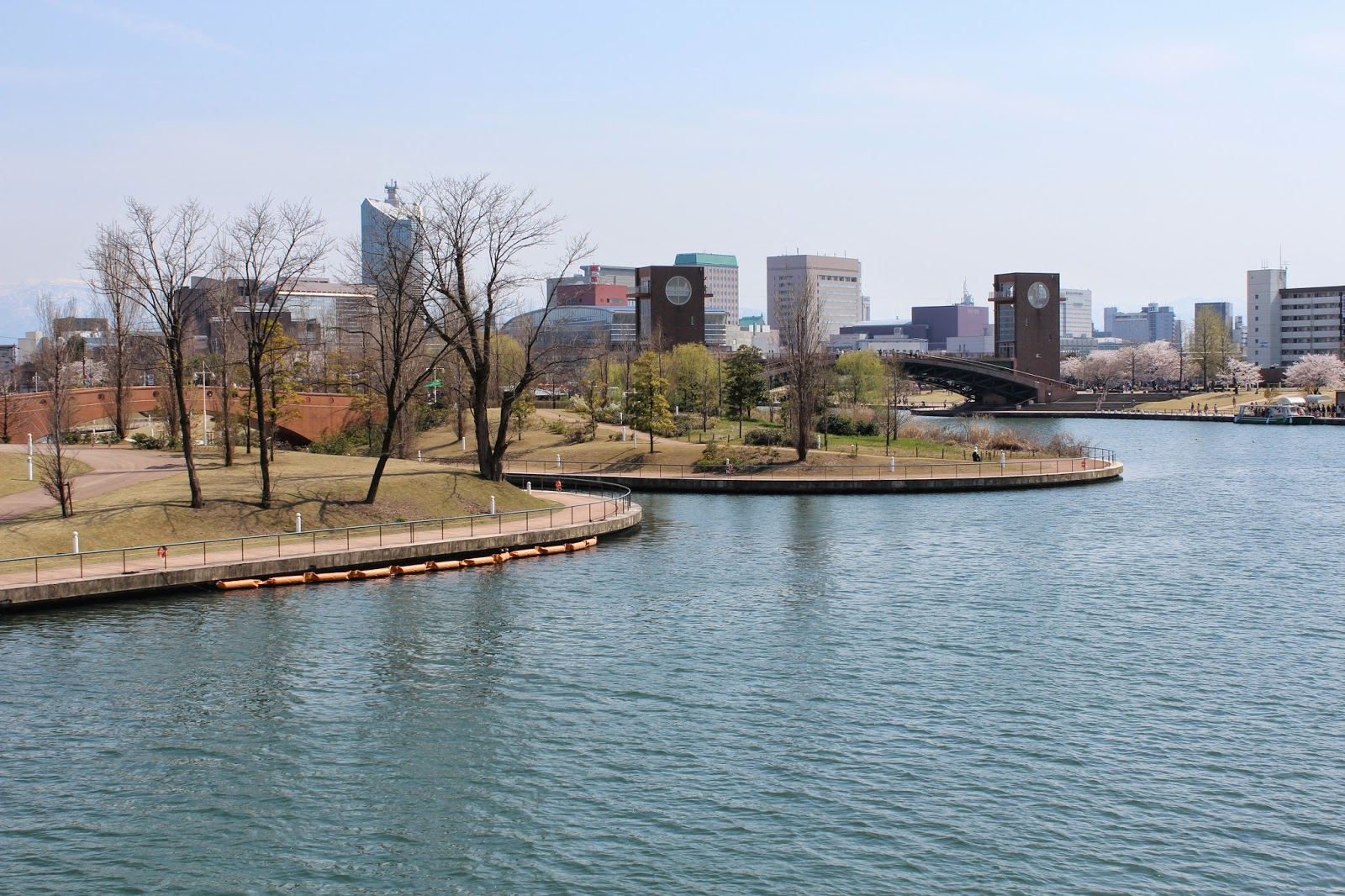

## Fordítás
- Ez a szócikk részben vagy egészben  a   Tojama című angol Wikipédia-szócikk fordításán alapul.  Az eredeti cikk szerkesztőit annak laptörténete sorolja fel. Ez a jelzés csupán a megfogalmazás eredetét és a szerzői jogokat jelzi, nem szolgál a cikkben szereplő információk forrásmegjelöléseként.